# Direction de la sécurité militaire
Pour les articles homonymes, voir DSM.
La Direction de la sécurité militaire (DSM) est un ancien service de renseignement militaire français relevant de l'autorité du Ministère des Armées.

## Historique
Dans le contexte de la guerre d'Algérie, le décret du 5 avril 1961 dispose que la Direction de la sécurité militaire est un « service spécialisé dont disposent les différents échelons du commandement pour leur permettre d’assurer la protection des personnels, des documents, des matériels et des établissements contre les ingérences et menées subversives de tous ordres ». La DSM est alors dirigée par le général Charles Feuvrier.
Le 20 novembre 1981, peu après l'arrivée au pouvoir du président de la République François Mitterrand, la DSM est dissoute et remplacée par la Direction de la protection et de la sécurité de la défense (DPSD).